# (35338) 1997 GD7
1997 GD7 (asteroide 35338) é um asteroide da cintura principal. Possui uma excentricidade de 0.08559810 e uma inclinação de 1.99595º.
Este asteroide foi descoberto no dia 2 de abril de 1997 por LINEAR em Socorro.